# Marathon van Wenen 1986
De marathon van Wenen 1986 vond plaats op zondag 13 april 1986 in Wenen. Het was de derde editie van deze wedstrijd.
Bij de mannen zegevierde Gerhard Hartmann uit Oostenrijk voor de tweede maal op rij. Hij finishte in 2:12.22, alweer een ruime verbetering van zijn eigen Oostenrijkse marathonrecord van een jaar geleden. En net als in 1985 werd de Deen Johan Skovbjerg tweede, maar deze keer had hij op de finish precies vier minuten achterstand op Hartmann. Bij de vrouwen ging de Duitse Birgit Lennartz als eerste over de finish in 2:38.31. Zowel de eerste man als de eerste vrouw verbeterden het parcoursrecord.
In totaal finishten er 2070 hardlopers, waarvan 1985 mannen en 85 vrouwen.

## Uitslagen

### Mannen
| rang   | naam             | land | tijd    |
| ------ | ---------------- | ---- | ------- |
| Goud   | Gerhard Hartmann | AUT  | 2:12.22 |
| Zilver | Johan Skovbjerg  | DEN  | 2:16.22 |
| Brons  | Werner Meier     | SUI  | 2:19.49 |
| 4      | Stanimir Nenov   | BUL  | 2:20.10 |

### Vrouwen
| rang   | naam            | land | tijd    |
| ------ | --------------- | ---- | ------- |
| Goud   | Birgit Lennartz | GER  | 2:38.31 |
| Zilver | Angelika Dunke  | GER  | 2:41.30 |
| Brons  | Carina Leutner  | AUT  | 2:42.28 |

1984 ·
1985 ·
1986 ·
1987 ·
1988 ·
1989 ·
1990 ·
1991 ·
1992 ·
1993 ·
1994 ·
1995 ·
1996 ·
1997 ·
1998 ·
1999 ·
2000 ·
2001 ·
2002 ·
2003 ·
2004 ·
2005 ·
2006 ·
2007 ·
2008 ·
2009 ·
2010 ·
2011 · 
2012 ·
2013 ·
2014 ·
2015 ·
2016 ·
2017 ·
2018 ·
2019 ·
2020 ·
2021 ·
2022 ·
2023 ·
2024